# Maudo Jarjué
Maudo Lamine Jarjué, född 30 september 1997, är en gambisk fotbollsspelare.

## Karriär
I februari 2021 lånades Jarjué ut av österrikiska Austria Wien till IF Elfsborg på ett säsongslån. Han gjorde allsvensk debut den 11 april 2021 i en 2–0-förlust mot Djurgårdens IF. Låneavtalet hade en köpoption som Elfsborg utnyttjade och Jarjué skrev på ett treårskontrakt med klubben. I februari 2023 lånades han ut till slovakiska Slovan Bratislava på ett låneavtal fram till sommaren.
Den 7 mars 2024 värvades Jarjué av norska Sandefjord, där han skrev på ett ettårskontrakt.